# 河野竜生
河野 竜生（かわの りゅうせい、1998年5月30日 - ）は、徳島県鳴門市出身のプロ野球選手（投手）。左投左打。北海道日本ハムファイターズ所属。

## 経歴

### プロ入り前

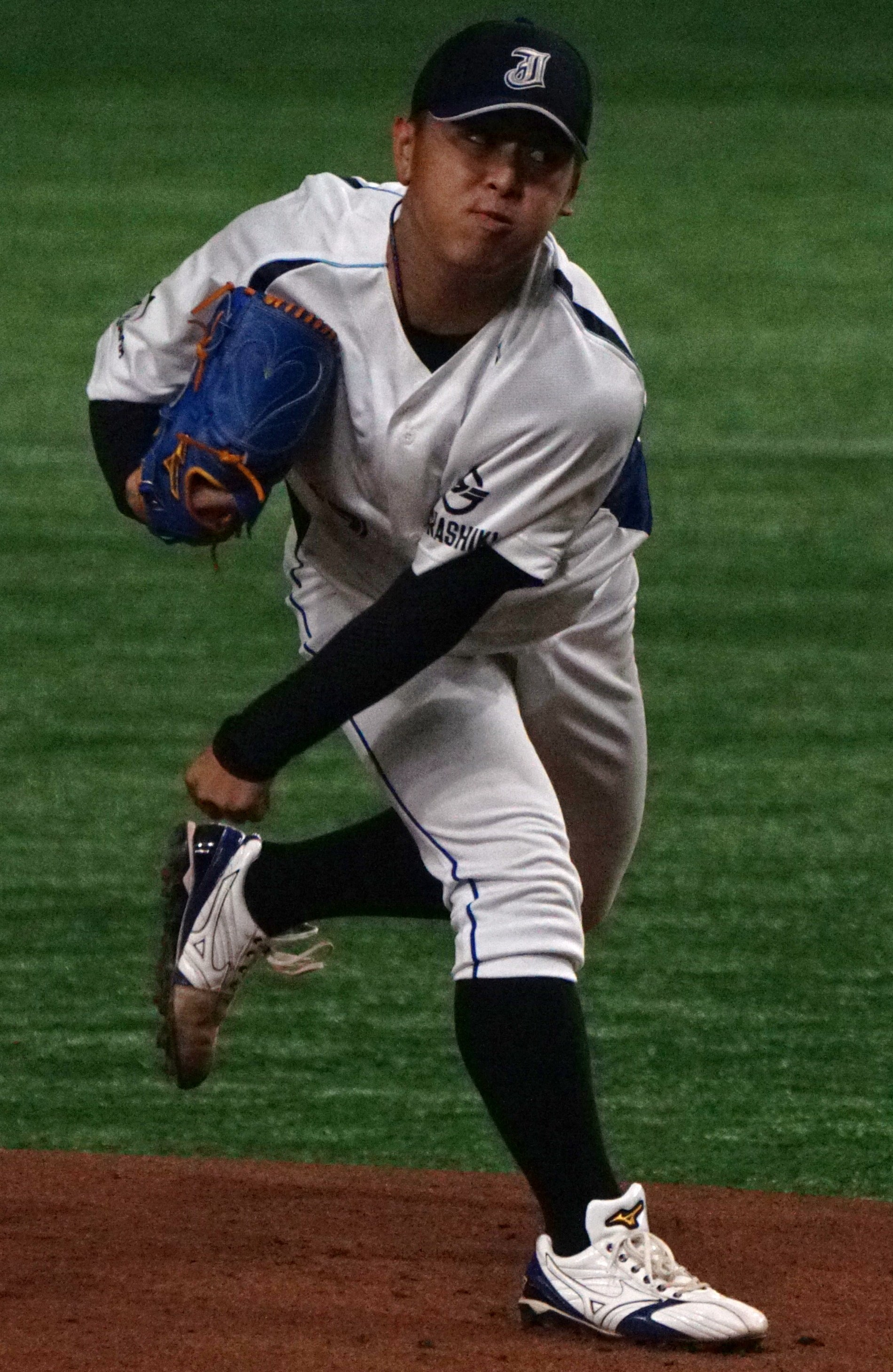
JFE西日本時代
（2019年7月23日）

鳴門高校時代は通算3度夏の甲子園大会に出場。3年時（第98回大会）のベスト8入りが最高成績であった。同級生には、のちに日本ハムでもチームメイトになる中山晶量がいる。
高校卒業後はJFE西日本に入社し、入社1年目にして都市対抗野球では三菱重工広島の補強選手として出場した。2年目の都市対抗野球ではJR西日本の補強選手として出場。3年目の都市対抗野球では、自チームで出場した。2018年11月に行われた第44回社会人野球日本選手権大会では2試合連続完封勝利を記録し、同大会の決勝戦では三菱重工名古屋相手に9回1失点と好投した（チームは延長戦の末に敗れ準優勝）。
2019年10月17日に行われたドラフト会議では、石川昂弥を抽選で外したオリックス・バファローズと佐々木朗希を抽選で外した北海道日本ハムファイターズの2球団から1位指名を受け、抽選の結果、日本ハムが交渉権を獲得。11月11日、日本ハムと契約金1億円プラス出来高5000万円、年俸1500万円で契約を結んだ。背番号は28。

### 日本ハム時代

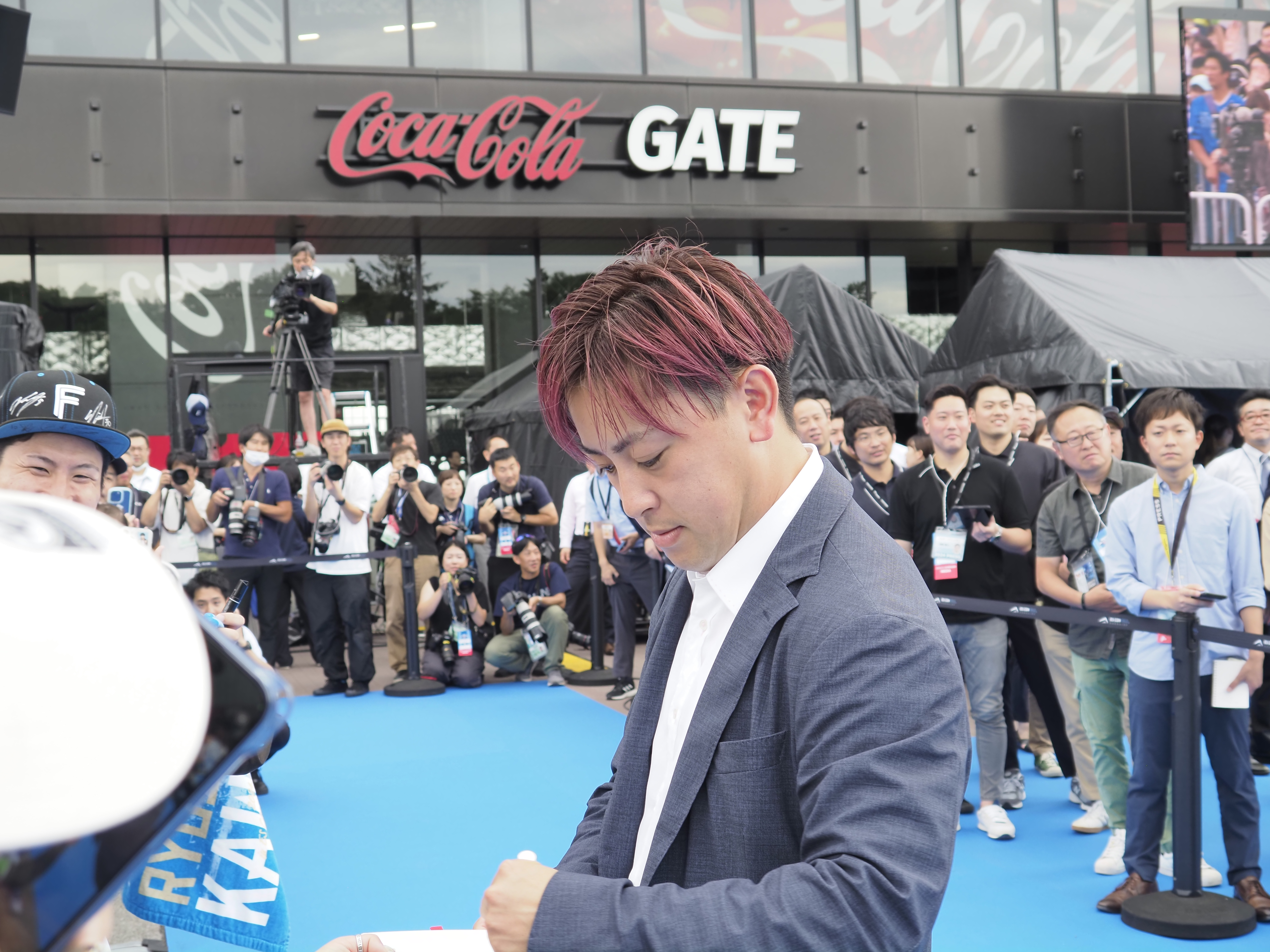
2024年7月23日、オールスターゲーム第1戦でのブルーカーペットイベントにて

2020年は開幕ローテーション入りを果たし、6月24日の東北楽天ゴールデンイーグルス戦でプロ初登板初先発。5回4安打5四球4失点の内容で敗戦投手となった。4試合目の登板となった7月19日の千葉ロッテマリーンズ戦では、8回2失点でプロ初勝利を挙げるなど、シーズン序盤こそ存在感を発揮したが、その後はスタミナ不足と要所での制球難に苦しんで自滅する場面も目立ち、夏場はファームでの再調整が続いた。10月4日の福岡ソフトバンクホークス戦で一軍へ再昇格となったが、2/3回を3安打4四球4失点という内容で降板するなど、シーズン中盤以降は奮わなかった。ルーキーイヤーは一軍で12試合全てに先発登板し、3勝5敗・防御率5.07という成績であった。オフに250万円増となる推定年俸1750万円で契約を更改した。
2021年も開幕ローテーション入りし、本拠地開幕戦となった3月30日の埼玉西武ライオンズ戦でシーズン初登板初先発となったが、2本の2点本塁打を打たれて4失点を喫し、3回0/3で降板となり、その後開幕からわずか2先発で中継ぎへ配置転換となった。しかし、プロ初のリリーフ登板となった4月16日の楽天戦で3回パーフェクトの好救援でプロ初ホールドを挙げると、同30日の西武戦から6月22日のオリックス・バファローズ戦で失点を喫するまで18試合連続無失点を記録。28試合のリリーフ登板で2勝0敗8ホールド、防御率0.29と好成績を収め、後半戦からは先発へ再転向した。再転向後8度目の先発登板となった9月28日の楽天戦でようやくシーズン初の先発勝利を挙げたものの、以降は白星を挙げることができず、先発機会の無くなったシーズン最終盤では再びリリーフに回った。最終的にこの年は11先発で1勝6敗・防御率4.42と先発としては苦しい投球が続いたが、シーズン全体では40試合の登板で3勝6敗9ホールド・防御率2.99を記録し、オフに1250万円増となる推定年俸3000万円で契約を更改した。
2022年の開幕カードは新監督のBIGBOSSの方針で小刻みな継投が行われ、河野は3月26日に出場選手登録され、同日のソフトバンク戦に3番手として登板したが、2回5失点（自責点4）で敗戦投手となった。4月3日のオリックス・バファローズ戦でシーズン初先発も6回2失点で勝敗は付かず、続く同9日の楽天戦では3回7安打5失点で敗戦投手。その後は中継ぎへ配置転換となったが、4月24日のソフトバンク戦で2回6失点を喫すると、翌25日に出場選手登録を抹消された。抹消後は先発として調整を続けていたが、宮西尚生と堀瑞輝が不調であったチーム事情もあって中継ぎとして6月17日に一軍へ昇格。中継ぎとして登板を重ねると、7月23日のロッテ戦ではブルペンデーの1番手として先発し、3回1失点で勝敗は付かなかった。翌24日に出場選手登録を抹消され、9月8日に中継ぎとして一軍へ再昇格すると、同10日の西武戦、1点リードの延長10回裏一死一塁から登板し、鈴木将平を二ゴロ併殺に打ち取ってプロ初セーブを挙げた。その後はシーズン終了まで一軍に帯同したが、この年は21試合（3先発）の登板で0勝2敗1ホールド1セーブ・防御率4.41という成績にとどまり、オフに300万円減となる推定年俸2700万円で契約を更改した。
2023年は開幕を二軍で迎えるも、4月18日に出場選手登録。翌19日のロッテ戦でシーズン初登板を果たしてから、5月14日のロッテ戦でシーズン初失点を喫するまで、8試合連続無失点を記録すると、ホールド機会が増加したものの、交流戦最終戦となった6月19日の横浜DeNAベイスターズ戦で救援失敗。リーグ戦再開後の2週間（6月23日 - 7月6日）では2敗を喫し、前半戦終了時点では30試合に登板して0勝3敗8ホールド・防御率1.75という成績であった。ただ、後半戦は20試合の登板のうち、失点を喫したのは2試合のみと安定した投球を披露し、7回のセットアッパーに定着。この年は50試合の登板で1勝4敗20ホールド・防御率1.70を記録し、オフに2300万円増となる推定年俸5000万円で契約を更改した。
2024年はリリーフとしては自身初の開幕一軍入りを果たすと、この年もセットアッパーを務め、開幕から15試合連続無失点を記録するなど、交流戦開始前の時点では19試合に登板し、1勝1敗14ホールド・防御率0.48を記録していた。ただ、交流戦では救援失敗が目立ち、リーグ戦再開となった6月21日の楽天戦でも1点リードの8回表、二死無走者から代打・岡島豪郎を迎えた場面で登板し、代打の代打・阿部寿樹に同点ソロ本塁打を被弾。この次に僅差のリード時で起用されたのは7月19日のロッテ戦であったが、ファン投票でオールスターに初選出されており、球宴第1戦に4番手として7回表から登板し、3者連続奪三振の快投を披露した。後半戦は、8月に入ってから再び救援失敗が目立つようになり、8月31日の西武戦では1点リードの8回裏二死三塁、代打・栗山巧を迎えた場面で登板したが、決勝の逆転2点本塁打を被弾して敗戦投手。翌9月1日に出場選手登録を抹消された。9月15日に再登録され、この年は52試合の登板で1勝4敗33ホールド・防御率2.13、リーグ最多の34ホールドポイントを記録し、自身初タイトルとなる最優秀中継ぎ投手を獲得。ポストシーズンでは、ロッテとのCSファーストステージで3連投となり、全試合で無失点に抑えた。オフに4000万円増となる推定年俸9000万円で契約を更改した。
2025年は2年連続で開幕一軍入りを果たし、開幕から11試合連続無失点を記録。ただ、その後は5月前半に2度の救援失敗→5月後半から交流戦終了までは10試合連続ホールドポイント→リーグ戦再開後は3登板で2度の救援失敗と好不調の波が激しい投球が続き、開幕から27試合の登板で2勝0敗18ホールド・防御率3.22という成績で7月9日に出場選手登録を抹消された。

## 選手としての特徴
| 球種           | 配分 % | 平均球速 km/h |
| -------------- | ------ | ------------- |
| ストレート     | 48.3   | 146.2         |
| カットボール   | 38.9   | 135.9         |
| カーブ         | 06.4   | 104.8         |
| チェンジアップ | 03.5   | 130.5         |
| スライダー     | 02.3   | 127.8         |
| ツーシーム     | 00.7   | 139.8         |

「後ろが小さくてピッと来る」という独特なテイクバックから速い腕の振りで打者のタイミングを狂わせる投球フォームが特徴。
カーブ・スライダー・カットボール・ツーシーム・チェンジアップと多彩な変化球を操る。ストレートの最速は社会人時代に151km/h、プロ入り後は2021年8月18日のオリックス戦の初回に153km/hを計測している。

## 詳細情報

### 年度別投手成績
| 年 度     | 球 団     | 登 板 | 先 発 | 完 投 | 完 封 | 無 四 球 | 勝 利 | 敗 戦 | セ 丨 ブ | ホ 丨 ル ド | 勝 率 | 打 者 | 投 球 回 | 被 安 打 | 被 本 塁 打 | 与 四 球 | 敬 遠 | 与 死 球 | 奪 三 振 | 暴 投 | ボ 丨 ク | 失 点 | 自 責 点 | 防 御 率 | W H I P |
| --------- | --------- | ----- | ----- | ----- | ----- | -------- | ----- | ----- | -------- | ----------- | ----- | ----- | -------- | -------- | ----------- | -------- | ----- | -------- | -------- | ----- | -------- | ----- | -------- | -------- | ------- |
| 2020      | 日本ハム  | 12    | 12    | 0     | 0     | 0        | 3     | 5     | 0        | 0           | .375  | 269   | 60.1     | 63       | 9           | 30       | 2     | 3        | 43       | 1     | 0        | 40    | 34       | 5.07     | 1.54    |
| 2021      | 日本ハム  | 40    | 11    | 0     | 0     | 0        | 3     | 6     | 0        | 9           | .333  | 376   | 90.1     | 74       | 7           | 31       | 2     | 4        | 68       | 4     | 0        | 35    | 30       | 2.99     | 1.16    |
| 2022      | 日本ハム  | 21    | 3     | 0     | 0     | 0        | 0     | 2     | 1        | 1           | .000  | 150   | 34.2     | 36       | 3           | 11       | 0     | 3        | 25       | 3     | 0        | 24    | 17       | 4.41     | 1.36    |
| 2023      | 日本ハム  | 50    | 0     | 0     | 0     | 0        | 1     | 4     | 0        | 20          | .200  | 164   | 42.1     | 30       | 1           | 9        | 0     | 3        | 35       | 0     | 0        | 9     | 8        | 1.70     | 0.92    |
| 2024      | 日本ハム  | 52    | 0     | 0     | 0     | 0        | 1     | 4     | 0        | 33          | .200  | 168   | 42.1     | 33       | 5           | 11       | 4     | 1        | 33       | 4     | 0        | 10    | 10       | 2.13     | 1.04    |
| 通算：5年 | 通算：5年 | 175   | 26    | 0     | 0     | 0        | 8     | 21    | 1        | 63          | .276  | 1127  | 269.3    | 238      | 25          | 92       | 8     | 14       | 204      | 12    | 0        | 118   | 99       | 3.94     | 1.23    |

- 2024年度シーズン終了時
- 各年度の太字はリーグ最高

### 年度別守備成績
| 年 度 | 球 団    | 投手  | 投手  | 投手  | 投手  | 投手  | 投手     |
| 年 度 | 球 団    | 試 合 | 刺 殺 | 補 殺 | 失 策 | 併 殺 | 守 備 率 |
| ----- | -------- | ----- | ----- | ----- | ----- | ----- | -------- |
| 2020  | 日本ハム | 12    | 2     | 5     | 0     | 1     | 1.000    |
| 2021  | 日本ハム | 40    | 9     | 18    | 0     | 1     | 1.000    |
| 2022  | 日本ハム | 21    | 1     | 5     | 0     | 1     | 1.000    |
| 2023  | 日本ハム | 50    | 3     | 9     | 2     | 2     | .857     |
| 2024  | 日本ハム | 52    | 6     | 8     | 0     | 0     | 1.000    |
| 通算  | 通算     | 175   | 21    | 45    | 2     | 5     | .971     |

- 2024年度シーズン終了時

### タイトル
- 最優秀中継ぎ投手：1回（2024年）

### 記録
初記録
- 初登板・初先発登板：2020年6月24日、対東北楽天ゴールデンイーグルス2回戦（楽天生命パーク宮城）、5回4失点で敗戦投手[9]
- 初奪三振：同上、3回裏に茂木栄五郎から空振り三振
- 初勝利・初先発勝利：2020年7月19日、対千葉ロッテマリーンズ6回戦（札幌ドーム）、8回4安打2失点7奪三振[10]
- 初ホールド：2021年4月16日、対東北楽天ゴールデンイーグルス4回戦（東京ドーム）、4回表に2番手で救援登板、3回無失点[15]
- 初セーブ：2022年9月10日、対埼玉西武ライオンズ22回戦（ベルーナドーム）、10回裏一死に5番手で救援登板・完了、2/3回無失点[87]

その他の記録
- オールスターゲーム出場：1回（2024年）
- 1球敗戦投手：2023年5月23日、対福岡ソフトバンクホークス9回戦（エスコンフィールドHOKKAIDO）、6回表に柳田悠岐に右越本塁打 ※史上26人目28度目

### 背番号
- 28（2020年 - ）

### 登場曲
- 「ECHO」Little Glee Monster（2020年 - ）